# Ответы Mail
Ответы Mail, ранее Ответы Mail.ru — интернет-служба вопросов и ответов компании VK. 
Сервис «Ответы Mail» запущен 21 августа 2006 года и позиционировался как «социальный поисковик». По данным компании на май 2015 года, сервис ежедневно посещают около 6 млн человек.

## История
Запуская «Ответы», компания называла их социальным поисковиком, способным компенсировать неэффективность машинного поиска и неточности в формулировке запроса. На момент открытия у Mail.ru было 20 миллионов активных учётных записей и несколько миллионов активных пользователей сервисов Блоги Mail.ru и Фото Mail.ru. Благодаря этой аудитории планировалось сделать из сервиса «крупнейшую базу знаний в Рунете». Запуском сервиса руководил Максим Постников, позднее возглавлявший Мой мир Mail.ru.
Созданный нами проект удовлетворяет сразу две основные потребности человека в Интернете — поиск информации и общение. При его разработке мы постарались учесть весь наш обширный опыт по созданию проектов, направленных на общение и построение коммьюнити.Дмитрий Гришин, генеральный директор Mail.ru
В основу сервиса с самого начала была заложена соревновательная модель, когда наиболее активные и «полезные» пользователи оказывались выше в рейтинге участников. За первый месяц работы пользователи дали 1,6 млн ответов на 200 тысяч вопросов. Наиболее популярными темами вопросов стали: «Знакомства, любовь, отношения», «Философия, непознанное», «Компьютеры, Интернет», «Музыка, кино, ТВ», «Красота и здоровье», больше всего отвечали в категориях: «Дом, дети», «Еда, кулинария» и «Стиль, мода, звезды».
Через два года после запуска проекта компания отчитывалась о 113 млн ответов, 11,3 млн участников и ежемесячной аудитории в 4 млн человек.
Сервис монетизируется за счёт контекстной рекламы, а также VIP-статуса — платного функционала, расширяющего возможности пользователя. Кроме того, Mail.ru использует свои контентные сервисы как базу для формирования ответов на пользовательские запросы, в частности добавляет в выдачу содержимое «Ответов».
Сервис был перезапущен 20 мая 2025, VK планирует зарабатывать на нём 400 млн рублей в год. Обновлён дизайн, добавлены новые форматы контента — фото, видео и опросы, внедрены типы постов «Мнения», «Знания» и «Истории», появилась персонализированная лента, изменена система оценки пользователей — теперь учитывается не только экспертность, но и общая активность. Обновление сайта произошло гораздо раньше, чем планировалось.

## Возможности
Ответы Mail используют сложную систему ранжирования пользователей, учитывающую размер и качество их вклада.
Ключевая метрика — КПД — это отношение лучших ответов к общему числу ответов (лучший ответ выбирается автором вопроса или по результатам голосования). От него зависит число полученных за ответ баллов: чем выше КПД участника, тем больше баллов начисляется. За вопросы и нарушение правил система вычитает баллы. С достижением определённого числа баллов пользователю присваивается новый статус (от «новичка» до «высшего разума»), расширяющий лимит на число вопросов, ответов и голосований за один день. В мае 2025 года в связи с обновлением, была полностью убрана система КПД, баллов и лучших ответов. 
В октябре 2014 года вышло приложение для платформы Android.

## Критика
В мае 2025 года был полностью изменён интерфейс и обновлён дизайн. Многие пользователи стали жаловаться на нововведения и начали требовать вернуть старую версию сайта.